# The Lego Ninjago Movie (Lego tema)
The Lego Ninjago Movie er en produktlinje produceret af den danske legetøjskoncern LEGO, der blev introduceret i 2017. Den var baseret på The Lego Ninjago Movie, der er den tredje film i The Lego Movie-serien. Serien blev solgt med licens fra Lego og Warner Bros. Animation.
Udover legosættene, der også inkluderede sæt i temaerne Lego Juniors, Lego BrickHeadz og en serie af Lego Minifigures. blev der også produceret en række kortfilm og computerspillet The Lego Ninjago Movie Video Game. Temaet blev udfaset i 2019.

## Kortfilm
- Enter the Ninjago (2014)
- The Master (2016)
- Shark E. Shark in "Which Way To The Ocean?" (2017)
- Zane's Stand Up Promo (2017)